# Verbascum ancyritanum
Verbascum ancyritanum är en flenörtsväxtart som beskrevs av Joseph Friedrich Nicolaus Bornmüller. Verbascum ancyritanum ingår i släktet kungsljus, och familjen flenörtsväxter. Inga underarter finns listade i Catalogue of Life.